# Omul care aduce ploaia (roman)
Omul care aduce ploaia (în engleză The Rainmaker) este un roman american din 1995 scris de John Grisham. Acesta este al șaselea roman al lui Grisham. Se deosebește de majoritatea celorlalte romane ale sale, prin faptul că este scris aproape complet la prezentul simplu. În 1997, romanul a fost adaptat într-un  film omonim regizat de Francis Ford Coppola.

## Cadru
Cuvântul din titlu ploaie este folosit în Statele Unite ale Americii pentru a se referi la avocați, oameni de afaceri și politicieni care aduc mulți bani. Termenul este inspirat de dansul ploii de vară al amerindienilor din America de Nord, în care dansatorul principal este omul care aduce ploaia.
John Grisham descrie comportamentul real în afaceri al anumitor companii de asigurări de sănătate din Statele Unite, care promit multe pentru polițe relativ ieftine, dar fac prea puține sau chiar nimic dacă cineva se îmbolnăvește.

## Intrigă
Rudy Baylor este pe punctul de a absolvi Facultatea de Drept din Memphis. El își asigură o poziție într-o firmă de avocatură din Memphis, dar își pierde locul de muncă atunci când firma este cumpărată de marea firmă de avocați din Memphis, Tinley Britt. Fiind unul dintre puținii membri ai clasei sale care nu are un loc de muncă asigură, Rudy disperat face cunoștință cu J. Lyman „Bruiser“ Stone, un nemilos dar de succes vânător de ambulanță, care-i propune să-i fie asociat. Pentru a-și câștiga onorariul, Rudy este obligat să vâneze potențiali clienți la spitalul local și să-i înscrie la tribunal în procese de vătămare corporală. Face cunoștință cu Deck Shifflet, un fost evaluator de asigurări, care are o diplomă în drept, dar nu practică dreptul, deoarece a picat examenul de barou de șase ori. 
Rudy semnează contracte cu doi clienți. Unul dintre ei este noua sa proprietăreasa în vârstă, care dorește să-și refacă testamentul. Celalalt client este o familie săracă formată din soții Dot și Buddy Black, al căror caz de rea credință în asigurare ar putea valora câteva milioane de dolari ca daune. Deoarece firma lui Stone este pe punctul de a fi anchetată de poliție și de FBI, Rudy și Deck se asociază și deschid un cabinet de avocați. Cei doi dau în judecată compania de asigurări Great Benefit Life Insurance în numele familiei Black, al cărei fiu, Donny Ray, bolnav de leucemie, ar fi putut fi salvat de un transplant de măduvă de la fratele său geamăn identic care este o potrivire perfectă. Procedura ar fi trebuit să fie acoperită și plătită de către Great Benefit, căreia i-au plătit asigurarea, dar, în schimb, cererea a fost respinsă. 
Rudy, care tocmai a susținut examenul de avocatură, nu a pledat niciodată un caz în fața unui judecător sau a unui juriu. Acum se află în fața avocaților experimentați și nemiloși de la Tinley Britt, conduși de Leo F. Drummond. De partea sa, Rudy are mai mulți susținători și un judecător simpatizant al cauzei lor, care a fost recent numit în acest post. În timp ce pregătește cazul în spitalul local, el se întâlnește și, ulterior, se îndrăgostește de Kelly Riker, o tânără soție bătută care se recuperează de la rănile cauzate de soțul ei, Cliff. 
Donny Ray moare chiar înainte să înceapă procesul. Rudy descoperă o schemă a celor de la Great Benefit  de a refuza orice cerere de asigurare depusă, indiferent de valabilitate. Great Benefit se bazează pe faptul că sunt șanse mari ca asiguratul să nu se consulte cu un avocat. Un fost angajat al Great Benefit mărturisește că schema respectivă a generat venituri suplimentare de 40 de milioane de dolari pentru companie. Procesul se încheie cu o sentință a juriului ca Great Benefit să plătească despăgubiri în valoare de 50,2 milioane de dolari americani. Compania Great Benefit se declară imediat falită, evitând astfel să plătească despăgubirile. Acest lucru duce la o serie de procese care obligă Great Benefit să iasă din afaceri. În cele din urmă, părinții îndurerați nu primesc niciun ban, iar  Rudy nu încasează niciun onorariu, cu toate că mama lui Donny Ray, Dot, nu a fost niciodată interesată de bani, iar pentru ea ajutorul dat în scoaterea companiei din afaceri este o victorie și mai mare. 
În timpul procesului, când Kelly este bătută din nou de soțul ei Cliff, Rudy o ajută să depună actele pentru divorț. În timp ce el și Kelly adună obiectele ei din casa sa, Cliff sosește și amenință să-l omoare pe Rudy, atacându-l cu o bâtă de baseball. Rudy îi ia bâta lui Cliff și îi crăpă craniul cu el. Kelly intervine și îi spune  să plece. Cliff moare din cauza rănilor și Kelly permite să fie ea acuzată de omor pentru a-l proteja pe Rudy. Rudy nu este pusă sub urmărire penală de către procuratură, considerând că a fost autoapărare, dar familia lui Cliff caută răzbunare și îi amenință pe amândoi cu moartea. Rudy și Kelly părăsesc statul, îndreptându-se într-un loc unde Rudy - care a devenit deziluzionat de Drept - poate deveni profesor și Kelly poate merge la facultate.

## Personaje principale
- Rudy Bailor - avocat
- Colleen "Birdie" Birdsong - persoană în vârstă care dorește să-și refacă testamentul, la ea stă Rudy în chirie
- Bruiser Stone - om de afaceri renumit, cu legături cu mafia locală și șeful lui Rudy Bailor.
- Deck Shifflet - avocat, colegul lui Rudy Baylor
- Kelly Riker - tânără bătută de soțul ei
- Leo F. Drummond - avocatul apărării companiei de asigurări Great Benefit
- Tyrone Kipler - judecător
- Dot Black - mama tânărului bolnav de leucemie

## Ecranizare
În 1997, romanul a fost adaptat într-un  film omonim regizat de Francis Ford Coppola în care au jucat vedetele Matt Damon, Danny DeVito, Claire Danes, Jon Voight și Danny Glover. Filmul a avut recenzii în general pozitive din partea criticilor, cu un rating de 83% pe Rotten Tomatoes pe baza a 46 de recenzii, cu un scor mediu de 6,9 din 10. Consensul critic al site-ului afirmă: „Învigorat de talentul distribuției și regia puternică a lui Francis Ford Coppola, Omul care aduce ploaia este o dramă legală satisfăcătoare - și, probabil, cea mai bună dintre numeroasele adaptări ale lui John Grisham de la Hollywood”. Pe Metacritic, filmul are un rating de 72 din 100 bazat pe 19 critici, indicând „recenzii în general pozitive”.

## Traduceri în limba română
- Grisham, John; Omul care aduce ploaia, Editura Rao, 1995[5]
- Grisham, John; Omul care aduce ploaia, Editura Rao, colecția Literatura Universală, 7 ianuarie 2008[6]
- Grisham, John; Omul care aduce ploaia, Editura Rao, 2014, traducere Gabriela Nedelea, ISBN 9786066096447[7]